# Up the Downstair
Up the Downstair è il secondo album in studio del gruppo musicale britannico Porcupine Tree, pubblicato il 7 giugno 1993 dalla Delerium Records.

## Descrizione
Secondo quanto dichiarato da Steven Wilson, l'album rappresenta il vero e proprio debutto in studio a nome Porcupine Tree, motivando che il precedente On the Sunday of Life... fosse più una «raccolta di materiale giovanile», sperimentale e non ben focalizzato. 
Il disco figura inoltre alcuni brani realizzati con la partecipazione di alcuni ospiti, tra cui il bassista Colin Edwin e il tastierista Richard Barbieri, entrati successivamente in pianta stabile nel gruppo.
L'idea iniziale del progetto prevedeva la sua pubblicazione sotto forma di doppio album contenente anche il brano Voyage 34 (pubblicato a parte nel novembre 1992 nell'EP omonimo) e altri successivamente inclusi nell'EP Staircase Infinities. 
Solo con la ripubblicazione dell'album, avvenuta nel 2005, sono apparsi i brani di Staircase Infinities; la riedizione, inoltre, si caratterizza per le parti di batteria suonate interamente da Gavin Harrison, che hanno rimpiazzato quelle originariamente programmate da Wilson.

## Tracce
Testi e musiche di Steven Wilson, eccetto dove indicato.

### Edizione standard
1. What You Are Listening To... – 0:57
2. Synesthesia – 5:11
3. Monuments Burn into Moments – 0:20
4. Always Never – 6:58 (Steven Wilson, Alan Duffy)
5. Up the Downstair – 9:59
6. Not Beautiful Anymore – 3:26
7. Siren – 0:53
8. Small Fish – 2:43 (Steven Wilson, Alan Duffy)
9. Burning Sky – 11:07
10. Fadeaway – 6:15 (Steven Wilson, Alan Duffy)

### Riedizione del 2005
- Up the Downstair (2004 Version)

1. What You Are Listening To... – 0:57
2. Synesthesia – 5:16
3. Monuments Burn into Moments – 0:22
4. Always Never – 7:00 (Steven Wilson, Alan Duffy)
5. Up the Downstair – 10:14
6. Not Beautiful Anymore – 3:25
7. Siren – 0:57
8. Small Fish – 2:42 (Steven Wilson, Alan Duffy)
9. Burning Sky – 11:36
10. Fadeaway – 6:19 (Steven Wilson, Alan Duffy)

- Staircase Infinities

1. Cloud Zero – 4:40
2. The Joke's on You – 4:17 (Steven Wilson, Alan Duffy)
3. Navigator – 4:49
4. Phantoms – 3:15 (Steven Wilson, Alan Duffy) – presente solo nell'edizione LP
5. Rainy Taxi – 6:50
6. Yellow Hedgerow Dreamscape – 9:36

## Formazione
- Porcupine Tree – programmazione, produzione, strumentazione, voce
- Nop Machielse – fotografia, dipinto
- Win Machielse – fotografia, dipinto
- Colin Edwin – basso (traccia 4)
- Richard Barbieri – elettronica (traccia 5)
- Suzanne Barbieri – voce (traccia 5)